# Помазан, Евгений Валерьевич
Евге́ний Вале́рьевич Помаза́н (род. 31 января 1989, Ангрен, Ташкентская область) — российский футболист, вратарь.

## Биография

### Клубная карьера
До 2006 года играл в юношеской команде «Кубань-89», после чего был внесён в основную заявку клуба, однако, на поле в том сезоне ни разу не появился. 27 июня 2007 года сыграл свой единственный матч за основной состав «Кубани» в 1/16 финала Кубка России. 24 июля 2007 был взят в аренду ЦСКА до 15 декабря 2007 года. Дебютировал 28 октября в домашнем матче 28 тура чемпионата против «Крыльев Советов» (4:2). В межсезонье 2007/08 ЦСКА выкупил Помазана, который в сезоне 2008 провёл за молодёжную команду 11 матчей, пропустил восемь мячей, семь матчей отыграл на «ноль».
Зимой 2010 года был отдан в аренду «Уралу». 24 апреля провёл свой первый матч в составе, матч отстоял на ноль. В феврале 2011 года был отдан в аренду в «Спартак-Нальчик». 31 августа 2011 перешёл в «Анжи». В июне 2013 года был отдан в годичную аренду «Уралу», однако уже в конце августа был возвращён в махачкалинский клуб.
С сезона 2017/18 играл за «Балтику», в июне 2020 года перешел в минское «Динамо». Сезон 2021/22 отыграл в клубе ФНЛ-2 «Чайка» Песчанокопское, был капитаном команды. Затем перешёл в команду ФНЛ «СКА-Хабаровск», за которую из-за травм провёл лишь 7 матчей.
В 2023 году перешёл в команду Медийной футбольной лиги — ФК 10.

### Карьера в сборной
В составе юношеской сборной России в 2006 году стал чемпионом Европы. Финальный матч был выигран сборной России у сборной Чехии по результатам послематчевых пенальти. Помазан был признан лучшим футболистом турнира.

## Достижения
ЦСКА
- Бронзовый призёр чемпионата России: 2007
- Обладатель Кубка России: 2008/09
- Обладатель Суперкубка России: 2009

«Анжи»
- Бронзовый призёр чемпионата России: 2012/13
- Финалист Кубка России: 2012/13

«Кубань»
- Финалист Кубка России: 2014/15

Сборная России (до 17 лет)
- Победитель юношеского чемпионата Европы 2006
- Победитель юношеского соревнования «Кубок Меридиана»